# 겜미 고개
겜미 고개(Gemmi Pass)는 스위스 발레주의 로이커바트(남쪽)와 베른주의 칸더슈테크 (북쪽)를 연결하는 베른 알프스를 가로지르는 높은 산길이다. 고개 자체는 해발 2,270m 높이의 발레주 내에 있다. 주요 트레일은 2,322m에 이른다.
이 고개는 서쪽의 다우벤호른 (2,942m)과 동쪽의 린더호른 (3,448m) 사이에 있다.
이 고개는 아어 대산괴의 서쪽 끝과 빌트슈트루벨 대산괴의 동쪽 끝에 있다. 고개 근처에는 지상에 유출구가 없는 다우벤제가 있다. 겜미 단층은 통과 지점에 가깝게 통과한다.
고개는 셜록 홈즈 이야기 마지막 사건에서 언급된다. 셜록 홈즈와 왓슨 박사는 마이링엔으로 가는 길에 고개를 넘는다. 그곳에서 셜록 홈즈는 라이헨바흐 폭포에서 제임스 모리아티 교수와 유명한 만남을 가진다.
이 고개는 모파상이 그의 단편소설 로베르주(L'Auberge)에서 설명한다. 미국 작가 마크 트웨인도 1878년 8월에 이 고개를 방문하여 아내에게 보낸 편지에 설명했다.
도로로는 통과할 수 없지만, 로이커바트에서 케이블카로 바로 갈 수 있다. 또는 도보로 2시간 동안 극적인 하이킹을 하면 이 고개에 도달할 수 있다.

로이커바트에서 이 가파르고 구불구불한 하이킹 경로를 따라 고개 지역에 도달하려면 약 2시간이 걸린다. 칸더슈테크에서 케이블카를 타고 북쪽으로 10km 떨어진 준뷔엘 지역(1,934m)으로 이동하면 등산객이 넓고 쉬운 길을 따라 고개를 건널 수 있다.
겜미 고개 위의 트레일은 여름과 겨울에 등산객들에게 매우 인기가 있다.
돔, 마테호른, 바이스호른 및 당블랑쉬와 같은 페나인 알프스의 일부 주요 봉우리를 볼 수 있기 때문에 고개 자체도 유리한 지점으로 사용된다.

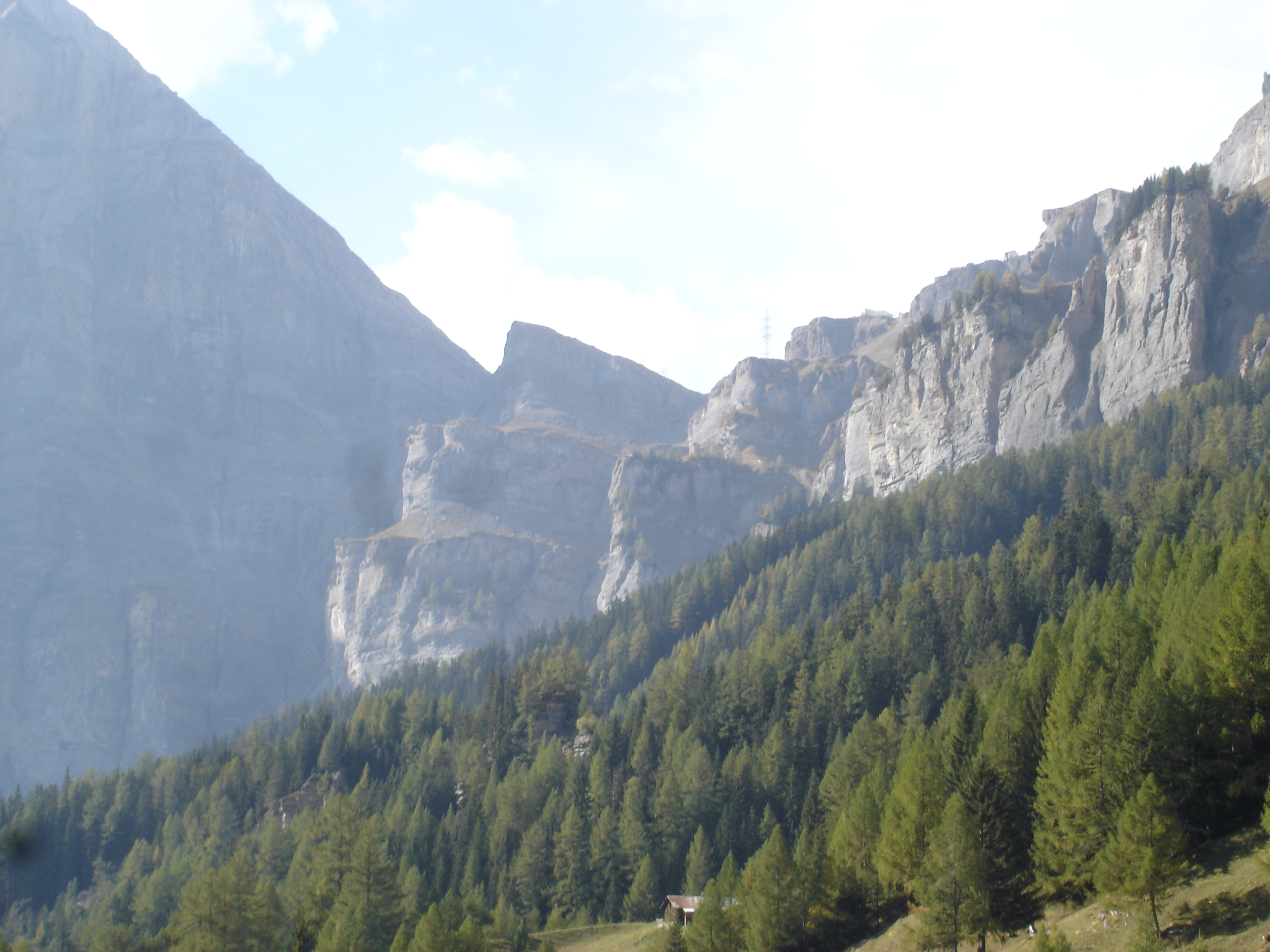
로이크바트에서 본 겜미 고개